# Sa'a, Camerun
Sa'a este un oraș din Camerun.